# Ochina hirsuta
Ochina hirsuta is een keversoort uit de familie klopkevers (Anobiidae). De wetenschappelijke naam van de soort is voor het eerst geldig gepubliceerd in 1889 door Seidlitz.